# Zec Kiskissink
La zec Kiskissink est une zone d'exploitation contrôlée du Canada située au Québec dans les régions de la Mauricie, de la Capitale-Nationale et du Saguenay–Lac-Saint-Jean.  Ce territoire public de chasse et pêche est géré par l'Association Sacerf Macousine.
La vocation de la Zec Kiskissink, créé en 1978,  s'avère multiple: forestière, faunique et récréative. Les amateurs de plein air peuvent y pratiquer une grande variété d’activités de plein air sur ce territoire, tels la pêche, la chasse, le camping (aménagé et semi-aménagé), la randonnée pédestre, la randonnée en VTT, le canot... La zec offre également la possibilité de louer des chalets entièrement équipés, différentes embarcations (canot, kayak, chaloupe) ainsi que des moteurs.

## Territoire
La zec Kiskissink couvre un territoire de 829,5 km2  dont 50 km de rivières et plus de 300 lacs. Il est situé dans:
- la ville de La Tuque et la municipalité de Lac-Édouard dans l'agglomération de La Tuque en Mauricie,
- la municipalité de Lac-Bouchette dans le MRC Le Domaine-du-Roy et le territoire de Lac-Moncouche dans le MRC Lac-Saint-Jean-Est au Saguenay–Lac-Saint-Jean,
- le territoire non organisé du Lac-Jacques-Cartier dans le MRC La Côte-de-Beaupré et le territoire non organisé de Lac-Croche dans le MRC La Jacques-Cartier dans la région administrative de la Capitale-Nationale[3].

La Zec est située dans les Laurentides et couvre un territoire où se situent les crêtes de partage des eaux entre les trois grands bassins versants. La Zec est bordée par la réserve faunique des Laurentides à l'est, par la zec Borgia à l'ouest et par la zec Ménokéosawin au sud-ouest.

## Toponymie
Le toponyme "Zec Kiskissink" tire son origine du lac Kiskissink, l'un de ses grands plans d'eau, situé dans la partie nord-est du territoire. Ce lac est situé à environ 400 mètres d'altitude, juste au sud de la ligne de partage des eaux entre le bassin du lac Saint-Jean et celui du Saint-Maurice; il fait donc partie du bassin versant du fleuve Saint-Laurent. D'une longueur de 12 km et d'une largeur de 1,4 km, le lac Kiskissink reçoit les eaux des lacs Lescarbot et Ventadour, situés au sud.
Le lac Kiskissink alimente la rivière et le Grand lac Bostonnais. L'arrivée de la voie ferrée au début des années 1890, reliant Hervey-Jonction et le Lac-Saint-Jean, amena l'implantation d'un club de chasse et de pêche près de la décharge du lac. Un hameau s'y est constitué. Un bureau de poste y a été aménagé en 1889 sous l'appellation de Kiskising; il a été renommé Kiskissing en 1963 puis fermé en 1972. Aujourd'hui déserté, ce hameau est devenu le lieu-dit de Kiskissink. Cette appellation serait d'origine à la fois algonquine et ilnu ( montagnais) et signifie au petit cèdre. En algonquin, elle est formée de kijik, cèdre, de iss, un diminutif et de ing, un locatif. En ilnu ( montagnais), le premier constituant est kisk, les autres étant identiques à l'algonquin. Le lac a longtemps été dénommé Lac des Cèdres.
Le toponyme "Zec Kiskissink" a été inscrit le 5 août 1982 à la Banque des noms de lieux de la Commission de toponymie du Québec.